# Hyllus janthinus
Hyllus janthinus là một loài nhện trong họ Salticidae.
Loài này thuộc chi Hyllus. Hyllus janthinus được Carl Ludwig Koch miêu tả năm 1846.